# Taputimu
Taputimu är en ort i Amerikanska Samoa (USA).   Den ligger i distriktet Västra distriktet, i den västra delen av landet, 12 km sydväst om huvudstaden Pago Pago. Taputimu ligger 32 meter över havet och antalet invånare är 741. Den ligger på ön Tutuila Island.
Terrängen runt Taputimu är kuperad norrut, men österut är den platt. Havet är nära Taputimu söderut.  Närmaste större samhälle är Leone, 2,2 km nordväst om Taputimu. 